# Ochsenblut
Die Bezeichnung Ochsenblut wird im Zusammenhang mit historischen Farben häufig verwendet, ist jedoch nicht eindeutig definiert – weder als Farbe noch als Farbton. Zur Herstellung der Farbe gibt es diverse Rezepturen unterschiedlicher Autoren. Gemeinsames Element dieser Farben ist ein rot-brauner Farbton durch Verwendung von Pigmenten aus Eisen(III)-oxid (Hämatit), der entfernt an (Ochsen-)Blut erinnert.
Im Gegensatz zu einer landläufigen Meinung stammt der Name auch bei historischen Anstrichen nicht von der Verwendung von Blut in der Farbmischung. Er bezieht sich lediglich auf den Farbton, der der Farbe von Rinder- oder Ochsenblut ähnelt. Die rotfärbenden Bestandteile der Anstreichfarbe stammen von Eisenoxid, das von Pigmenten aus Erdmineralien oder gerösteten, vermahlenen Erzen stammte. Die rotfärbenden Bestandteile des Blutes im Hämoglobin der roten Blutkörperchen würden als Färbung für eine Anstreichfarbe nicht ausreichen und wären auch nicht witterungsbeständig. Historische Farbrezepte, die Blut verwenden, nutzen es meist lediglich als Bindemittel und nicht als Farbmittel. Es konnte daher sowohl für rote Farben als auch für andere Farbtöne (z. B. Berliner Blau) Verwendung finden. Wenn reines Tierblut zu Anstrichzwecken Verwendung fand, dann allenfalls im Innenraum. Der rote Farbton des frischen Blutes änderte sich dann aber alsbald in braun. Die Beimischung von Blut zu Kalkfarbe war technisch wegen des Proteingehaltes des Blutes sinnvoll, als Alternative zur Zugabe tierischer Proteine wie Eiklar. Weiße Kalkfarben konnten durch den Eisenoxid-Anteil des Blutes eine leichte Abtönung zu gebrochenem Weiß erhalten.
Traditionell wurden diese Farben zum Schutz und zur optischen Gestaltung von Holzoberflächen bei Holzdielenböden und Fachwerk genutzt. Die häufige Verwendung dieses rot-braunen Farbtons in der Vergangenheit beruht weniger auf geschmacklichen Vorlieben als vielmehr auf Kostenbewusstsein, da die Farbe billig war.
Ein ähnlicher Farbton ist das schwedische Falunrot.

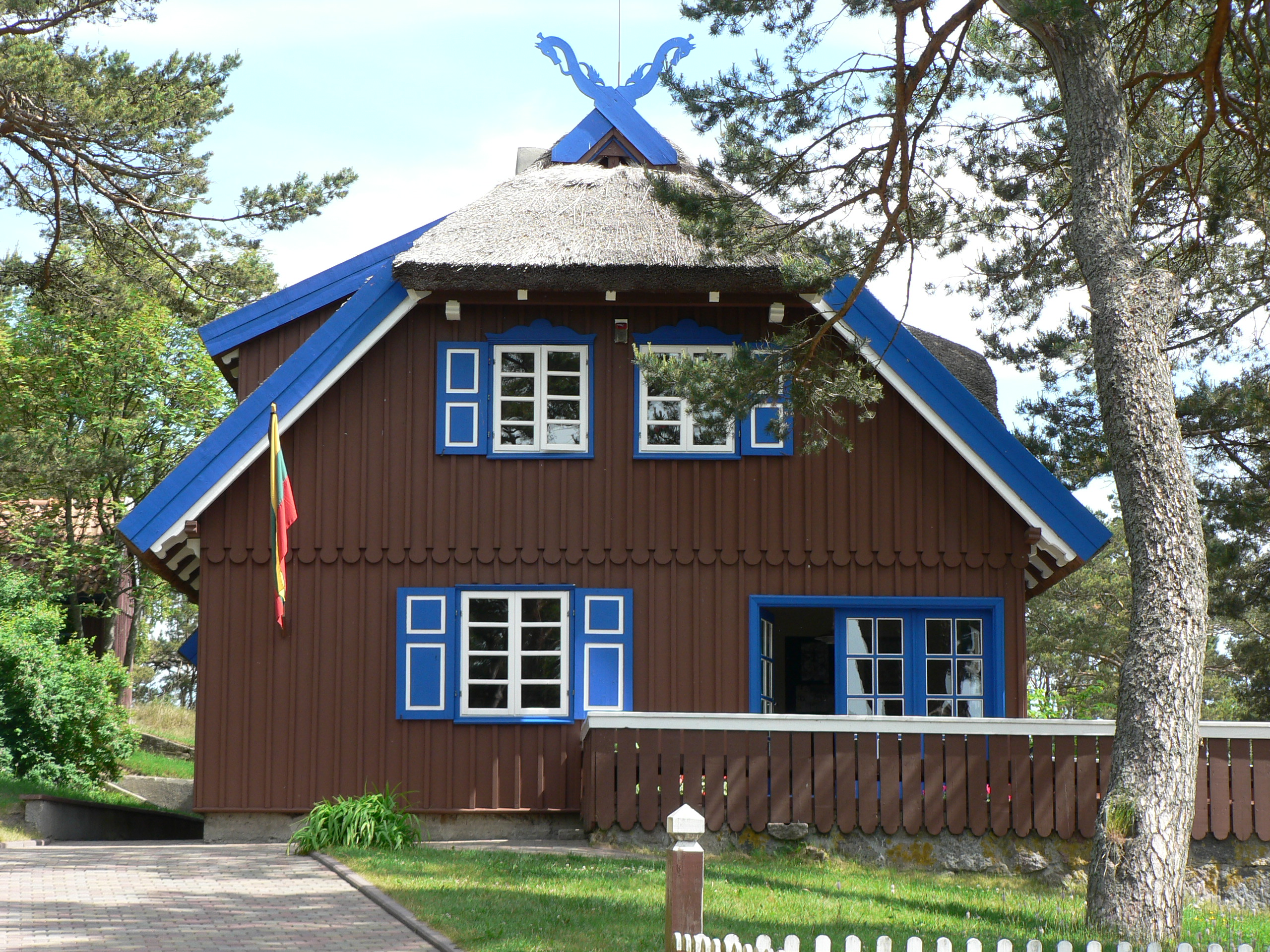
Ein Beispiel: Das Thomas-Mann-Haus in Nida

Durch die heutigen Möglichkeiten der synthetischen Herstellung mineralischer Pigmente hat sich die Palette verfügbarer Farbtöne von Eisenoxid-Pigmenten erheblich erweitert.
Bois Durci (auch als gehärtetes Holz benannt) war Mitte des 19. Jahrhunderts in Frankreich ein natürlicher Kunststoff aus einer Mischung von Holzmehl und Ochsenblut, das nach dem Trocknen unter Erhitzung zu Formstücken gepresst wurde.